# Rosny-sous-Bois
Rosny-sous-Bois er en fransk kommune i departementet Seine-Saint-Denis i Paris' østlige forstæder.